# Liste der Baudenkmale in Ducherow
In der Liste der Baudenkmale in Ducherow sind alle denkmalgeschützten Bauten der Gemeinde Ducherow (Mecklenburg-Vorpommern) und ihrer Ortsteile aufgelistet. Grundlage ist die Veröffentlichung der Denkmalliste des Landkreises Ostvorpommern mit dem Stand vom 30. Dezember 1996. 

## Baudenkmale nach Ortsteilen

### Ducherow
| ID | Lage                        | Bezeichnung | Beschreibung | Bild                                                                                      |
| -- | --------------------------- | --- | ------------ | ----------------------------------------------------------------------------------------- |
|    | (Karte)                     | Bahnanlage mit Wohnhaus (Nr. 1), Bahnhofsgebäude (Nr. 2) und Stallspeicher, Wohnhaus (Nr. 3) und Stallspeicher, Unterführung mit Überdachung, zwei Bahngleise, zwei Stellwerke, Güterabfertigungsgebäude, BASA, Wegführung und Vorplatz mit Pflasterung |              | Weitere Bilder                                                                            |
|    | ehem. Molkerei              | Straßenfassade und Schornstein |              |                                                                                           |
|    | ehem. Ziegelei              | Schornstein an den Bahngleisen (westlich) |              |                                                                                           |
|    | (Karte)                     | Friedhof, Umfassungsmauer mit Toranlage, Erbbegräbnis, hist. Grabzeichen (Pastorengräber) |              | Friedhof, Umfassungsmauer mit Toranlage, Erbbegräbnis, hist. Grabzeichen (Pastorengräber) |
|    |                             | Gutsanlage mit Gutshaus und rechter Stall/Kornspeicher |              |                                                                                           |
|    | Hauptstraße 8 (Karte)       | Wohnhaus |              |                                                                                           |
|    | Hauptstraße 39 (Karte)      | Leuchtschriftzug „Textilwarenhaus“ |              |                                                                                           |
|    | Hauptstraße 42 (Karte)      | Bugenhagenstift, Hauptgebäude zur Straße, Fassade, Eingangsbereich und seitliche Säle |              | Weitere Bilder                                                                            |
|    | Hauptstraße 58 (Karte)      | Bugenhagenstift, altes Stiftswohnhaus |              |                                                                                           |
|    | Hauptstraße 76 (Karte)      | Pfarrgehöft mit Stallscheune und Stall |              | Pfarrgehöft mit Stallscheune und Stall                                                    |
|    | Hauptstraße                 | Feuerwehrhaus |              |                                                                                           |
|    | Hauptstraße 13/14 (Karte)   | Wohnhaus |              |                                                                                           |
|    | Karl-Marx-Straße 10 (Karte) | Wohnhaus |              |                                                                                           |
|    | Karl-Marx-Straße 11 (Karte) | Sägewerk, Wohnhaus |              |                                                                                           |
|    | (Karte)                     | Kirche mit Glockenspiel |              | Weitere Bilder                                                                            |
|    |                             | Schmiede |              |                                                                                           |
|    |                             | Tankstelle |              |                                                                                           |

### Busow
| ID | Lage              | Bezeichnung                             | Beschreibung | Bild           |
| -- | ----------------- | --------------------------------------- | ------------ | -------------- |
|    |                   | Dorfanger                               |              |                |
|    | (Karte)           | Friedhof, hist. Grabzeichen und -gitter |              |                |
|    |                   | Gutspark mit Obstbaumgarten             |              |                |
|    | (Karte)           | Kirche                                  |              | Weitere Bilder |
|    | Nr. 6/7 (Karte)   | Doppelwohnhaus                          |              |                |
|    | Nr. 8/9 (Karte)   | Doppelwohnhaus                          |              |                |
|    | Nr. 10/11 (Karte) | Doppelwohnhaus                          |              |                |
|    | Nr. 12/13 (Karte) | Doppelwohnhaus                          |              |                |
|    | Nr. 46 (Karte)    | ehem. Bahnwärterhaus                    |              |                |

### Heidberg
| ID | Lage            | Bezeichnung | Beschreibung | Bild                                            |
| -- | --------------- | --- | ------------ | ----------------------------------------------- |
|    |                 | ehem. Ziegelei, Ringofen mit Gebäude, Hochgerüstgebäude, Schienenanlage, Ringofen, Heizhaus, Trockenkammer, Stromhaus, Schornstein |              |                                                 |
|    | Nr. 33/34/35/36 | Arbeitersiedlung (Wohnhäuser mit Nebengebäuden)                                                                                    |              | Arbeitersiedlung (Wohnhäuser mit Nebengebäuden) |

### Heidemühl
| ID | Lage                     | Bezeichnung                 | Beschreibung | Bild |
| -- | ------------------------ | --------------------------- | ------------ | ---- |
|    | Brandshof Nr. 24 (Karte) | Forsthaus und Stallspeicher |              |      |
|    |                          | Brandwachturm               |              |      |
|    | Nr. 4 (Karte)            | Forsthaus und Stallspeicher |              |      |

### Löwitz
| ID | Lage             | Bezeichnung                                                                     | Beschreibung | Bild                                                                            |
| -- | ---------------- | ------------------------------------------------------------------------------- | --- | ------------------------------------------------------------------------------- |
|    | Friedhof         | Friedhof, Umfassungsmauer mit Toranlage, Aufbahrungskapelle, Familiengrabanlage | Mauer und Tor Backstein, z. T. verputzt, Kapelle Backstein, monumentale Grabanlage mit verschiedenen Elementen - restauriert nach 1990 | Friedhof, Umfassungsmauer mit Toranlage, Aufbahrungskapelle, Familiengrabanlage |
|    | Friedhof (Karte) | Kirche                                                                          | Feldsteinkirche - teilverputzt, kleiner eingebauter Backsteinturm                                                                      | Weitere Bilder                                                                  |
|    | Nr. 39           | ehem. Schule                                                                    | |                                                                                 |
|    | Gutsanlage       | rechte Scheune der ehem. Gutsanlage                                             | Fachwerkscheune mit Backsteinfächern, Zustand: marode                                                                                  | rechte Scheune der ehem. Gutsanlage                                             |

### Marienthal
| ID | Lage      | Bezeichnung                   | Beschreibung | Bild |
| -- | --------- | ----------------------------- | ------------ | ---- |
|    | Nr. 13/14 | Neubauernhaus und Wasserpumpe |              |      |

### Neuendorf A
| ID | Lage    | Bezeichnung                               | Beschreibung          | Bild           |
| -- | ------- | ----------------------------------------- | --------------------- | -------------- |
|    | (Karte) | Friedhof, Toranlage                       |                       |                |
|    |         | Gutsanlage mit Mühlengebäude/Kornspeicher | Park mit Bühne, Waage |                |
|    | (Karte) | Kirche                                    |                       | Weitere Bilder |

### Rathebur
| ID | Lage           | Bezeichnung                     | Beschreibung | Bild                            |
| -- | -------------- | ------------------------------- | ------------ | ------------------------------- |
|    |                | Friedhof, Umfassungsmauer       |              |                                 |
|    | (Karte)        | Kirche                          |              | Weitere Bilder                  |
|    |                | Kriegerdenkmal                  |              | Kriegerdenkmal                  |
|    | Nr. 1          | Neubauernhaus                   |              |                                 |
|    | Nr. 2          | Neubauernhaus                   |              |                                 |
|    | Nr. 12         | Wohnhaus                        |              |                                 |
|    | Nr. 30 (Karte) | Mühlengebäude mit Stallspeicher |              | Mühlengebäude mit Stallspeicher |

### Schmuggerow
| ID | Lage                | Bezeichnung                                   | Beschreibung | Bild           |
| -- | ------------------- | --------------------------------------------- | ------------ | -------------- |
|    | Dorfanger           | ehem. Schule                                  |              |                |
|    | Friedhof            | Umfassungsmauer                               |              |                |
|    | (Karte)             | Kirche                                        |              | Weitere Bilder |
|    | Nr. 23/24/25 Schloß | Park, Zufahrtsbereich, Eiskeller, Gedenkstein |              |                |
|    | Nr. 39              | ehem. Dorfkrug mit Saalanbau                  |              |                |
|    | Nr. 46              | Wohnhaus                                      |              |                |

### Schwerinsburg
| ID | Lage                          | Bezeichnung                                                                                                   | Beschreibung | Bild |
| -- | ----------------------------- | --- | ------------ | --- |
|    | Alte Landstraße nach Wusseken | Pflasterung                                                                                                   |              | |
|    | Dorfstraße                    | MPSB-Schienenstrecke                                                                                          |              | |
|    |                               | Friedhof, Umfassungsmauer mit Toranlagen, Erbbegräbnis, Glockenstuhl                                          |              | |
|    |                               | Mühle |              | |
|    | Nr. 2/3                       | Försterei/Schäferei                                                                                           |              | |
|    | Nr. 23/24                     | Wohnhaus mit Stallgebäude                                                                                     |              | |
|    | Nr. 54                        | Landarbeiterwohnhaus                                                                                          |              | |
|    | Nr. 55/56                     | Landarbeiterwohnhaus                                                                                          |              | |
|    | Nr. 62/63                     | ehem. Schule (Wohnhaus)                                                                                       |              | |
|    | (Karte)                       | Schlossanlage mit Schlossruine, Schlosshof-, Park- und Gartenmauer mit Toranlagen, Schmiede, Schnitterkaserne |              | Schlossanlage mit Schlossruine, Schlosshof-, Park- und Gartenmauer mit Toranlagen, Schmiede, Schnitterkaserne |
|    | Schwerinshorst                | Gehöft, Scheune                                                                                               |              | |

### Sophienhof
| ID | Lage   | Bezeichnung                                                                              | Beschreibung | Bild                                                                                     |
| -- | ------ | ---------------------------------------------------------------------------------------- | --- | ---------------------------------------------------------------------------------------- |
|    |        | Gutsanlage mit Gutshaus, Park, Wegführung mit Pflasterung, Umfassungsmauer mit Toranlage | Sanierter, 2-gesch. Putzbau vom Ende des 19. Jh. als Umbau eines mit Baus aus dem 18. Jh. mit Mittelrisalit und 4-gesch. Turm. | Gutsanlage mit Gutshaus, Park, Wegführung mit Pflasterung, Umfassungsmauer mit Toranlage |
|    | Nr. 10 | Wohnhaus                                                                                 | |                                                                                          |
|    |        | Schmiede                                                                                 | |                                                                                          |